# Who Feels Love?
Who feels love? è una canzone del gruppo rock inglese Oasis, scritta dal chitarrista Noel Gallagher, secondo singolo estratto dall'album Standing on the Shoulder of Giants, del 2000.
Giunse alla posizione numero 4 della classifica britannica dei singoli. Nonostante questo successo, non ricevette nessuna certificazione per le vendite - il primo dopo 11 singoli degli Oasis ad non averne avute.

## Il brano
La canzone è l'esempio più lampante della psichedelia attribuita all'album Standing on the Shoulder of Giants.
Mark Stent è stato particolarmente lodato per la sua produzione nel brano, creando un "trippy" similie a quello dei Beatles in Rain. Con il suono psichedelico e orientale, la canzone ricorda anche Within You Without You, grande successo di George Harrison, e anche alcuni dei suoi lavori da solista.
Nonostante una buona qualità di produzione, la canzone non fu, tuttavia, accolta molto bene da parte della critica: la rivista NME scrisse che la produzione "trionfa su ogni sorta di reale sentimento... pura finta spiritualità Maharishi che neppure Liam può salvare dal regno dell'autoparodia".
Il singolo fu pubblicato nei formati CD, musicassetta, vinile 7" e vinile 12"; nel singolo sono contenute altre due tracce: One Way Road, scritta e cantata da Noel Gallagher e ripresa tra l'altro anche da Paul Weller, e Helter Skelter, cover del brano dei Beatles. La versione giapponese del singolo contiene, al posto di Helter Skelter, una versione demo di Gas Panic!.
Quando Noel fece ascoltare la canzone ai suoi collaboratori, questi gli chiesero se davvero avesse smesso di assumere droghe.

## Video
Il videoclip del brano, che rappresenta una sorta di continuazione di quello realizzato per Go Let It Out, inizia con gli Oasis che scendono da un pullman dopo essere arrivati in un vasto deserto. Il video è stato girato in realtà nella Death Valley, negli Stati Uniti d'America. In questo deserto si vedono i membri del gruppo vagare a piedi senza alcuna meta, sotto un cielo fiammeggiante. Secondo molti, questo video altro non è che un tributo al cinema di Michelangelo Antonioni ed, in particolare, a Zabriskie Point, uno dei capolavori del cineasta italiano.

## Formazione
- Liam Gallagher - voce, tamburello
- Noel Gallagher - chitarra acustica, chitarra elettrica, cori
- Alan White - batteria, percussioni

### Altri musicisti
- Paul Stacey - tastiere, minimoog, basso, chitarra

## Tracce
- CD RKIDSCD 003

1. "Who Feels Love?" - 5:45
2. "One Way Road" - 4:03
3. "Helter Skelter" - 5:51 (Lennon/McCartney)

- 7" RKID 003

1. "Who Feels Love?" - 5:45
2. "One Way Road" - 4:03

- 12" RKID 003T

1. "Who Feels Love?" - 5:45
2. "One Way Road" - 4:03
3. "Helter Skelter" - 5:51

- Cassetta RKIDCS 003

1. "Who Feels Love?" - 5:45
2. "One Way Road" - 4:03